# Snyder (Oklahoma)
Snyder é uma cidade localizada no estado norte-americano de Oklahoma, no Condado de Kiowa.

## Demografia
Segundo o censo norte-americano de 2000, a sua população era de 1509 habitantes.
Em 2006, foi estimada uma população de 1439, um decréscimo de 70 (-4.6%).

## Geografia
De acordo com o United States Census Bureau tem uma área de
3,3 km², dos quais 3,3 km² cobertos por terra e 0,0 km² cobertos por água. Snyder localiza-se a aproximadamente 421 m acima do nível do mar.

## Localidades na vizinhança
O diagrama seguinte representa as localidades num raio de 24 km ao redor de Snyder.